# Pachydema autumnalis
Pachydema autumnalis är en skalbaggsart som beskrevs av Joseph Henri Adelson Normand 1915.
Pachydema autumnalis ingår i släktet Pachydema och familjen Melolonthidae. Inga underarter finns listade i Catalogue of Life.